# Contre-illumination

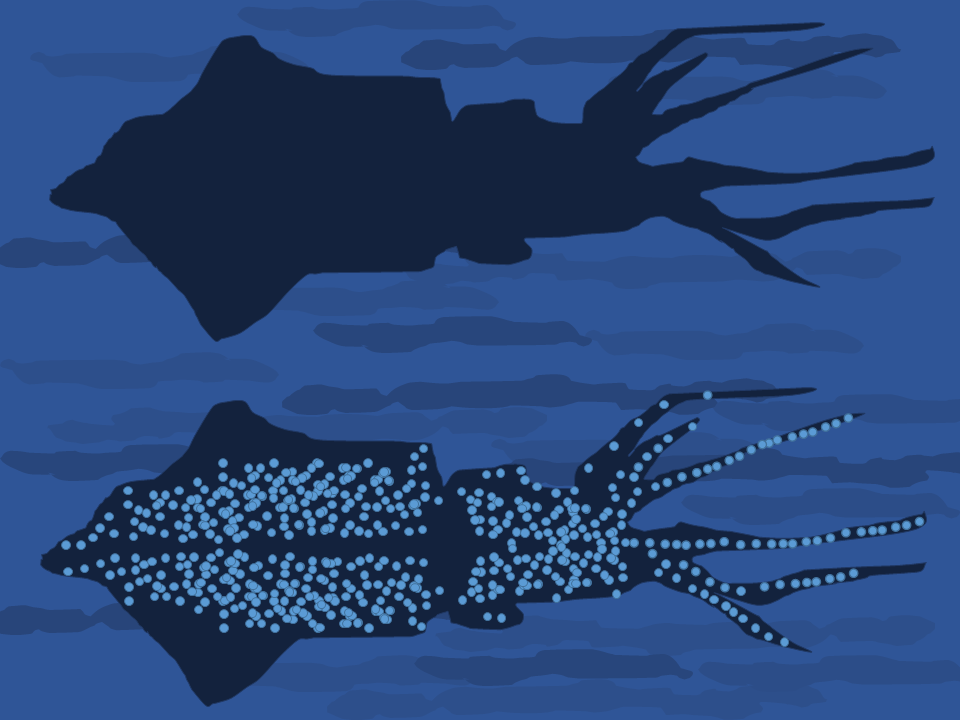
Schéma de la contre-illumination chez le calmar luciole (Watasenia scintillans). La lumière générée par l'animal l'aide à se confondre avec la couleur et la luminosité de la surface de l'eau, quand il est observé depuis le fond de la mer.

La Contre-illumination ou Contre-éclairage, est une méthode de camouflage actif utilisant une source de lumière pour éclairer une surface à contre-jour afin d'en réduire le contraste avec l'arrière-plan. Cette méthode est observée dans la nature chez les animaux marins, notamment des crustacés, des céphalopodes et des poissons.
La contre-illumination a été testée à des fins militaires au cours de la Seconde Guerre mondiale, mais n'a jamais été déployée à grande échelle.

## Chez les animaux marins

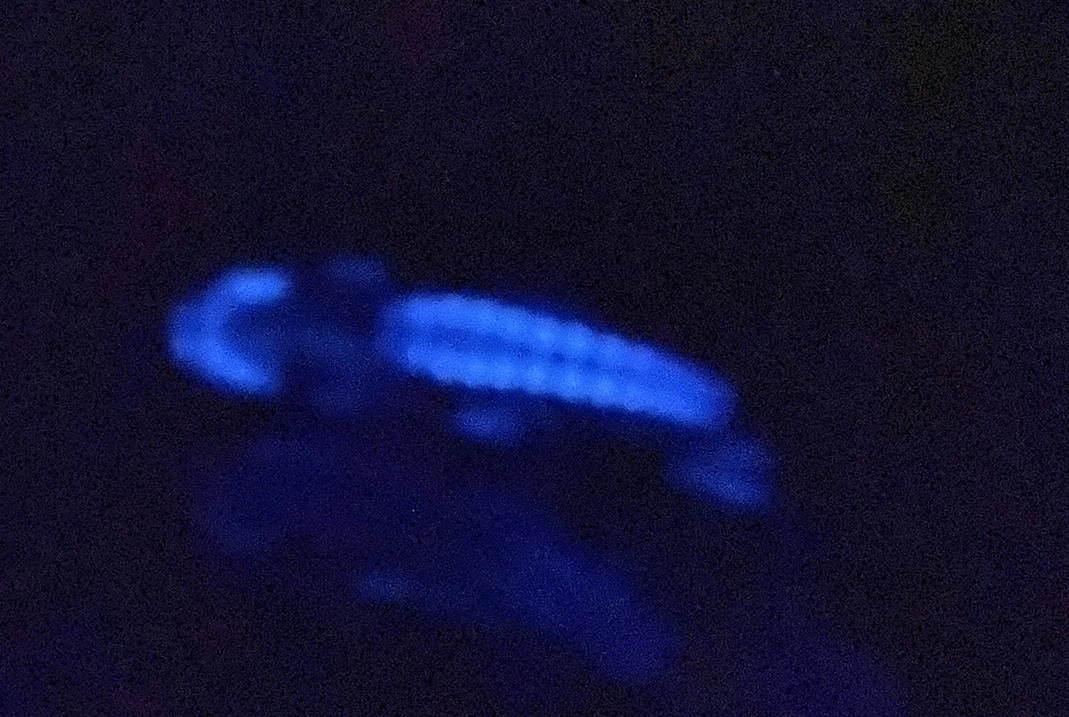
Photophores éclairant le dessous de la hache d'argent (Sternoptychidae).

Les animaux marins de la zone mésopélagique (entre 200 et 1 000 m de profondeur), lorsqu'ils sont vus par en-dessous, présentent une silhouette sombre devant la surface plus claire de la mer. Certains animaux sont capables de générer de la lumière grâce à des photophores bioluminescents et de reproduire aussi bien la luminosité que la coloration de la lumière ambiante, et ainsi de réduire le contraste avec la surface de l'eau, ce qui leur permet de se cacher des prédateurs et des proies. Les motifs formés par les photophores pourraient également servir à briser le contour de la silhouette, de façon similaire aux rayures et autres stratégies de coloration disruptive, mais aucun résultat expérimental ne vient confirmer cette hypothèse.
La capacité à se dissimuler dans l'eau est primordiale en l'absence de tout refuge à proximité. La contre-illumination fonctionne de façon optimale lorsque la lumière ambiante est faible et que la seule lumière provient de la surface de la mer. Cependant, elle ne rend pas complètement invisible. Un animal avec une assez bonne vision peut toujours détecter la différence avec la luminosité venant de la surface, ou peut même distinguer les photophores individuels. Cette méthode reste néanmoins très efficace : chez le poisson-crapaud (Porichthys notatus), l'utilisation de la contre-illumination réduit de moitié les risques liés aux prédateurs.
La contre-illumination est également utilisée par les prédateurs pour surprendre leurs proies, comme le sagre commun (Etmopterus spinax), le squalelet féroce (Isistius brasiliensis), la hache d'argent (Sternoptychidae) ou la seiche Euprymna scolopes.

### Variation de couleur et intensité

Coupe sagittale du grand organe producteur de lumière en forme d'œil de la seiche Euprymna scolopes. L'organe abrite la bactérie symbiotique Aliivibrio fischeri.

La lumière générée par les photophores peut varier en intensité et en couleur pour s'adapter aux conditions environnementales.
La seiche Euprymna scolopes fait varier l'intensité lumineuse en modifiant la forme de l'iris du photophore, et ajuste la couleur avec des filtres jaunes. L'encornet de Verany (Abralia veranyi), qui migre quotidiennement entre la surface et les profondeurs, possède plus de 550 photophores qui émettent une lumière variant du bleu dans les eaux froides au vert dans les eaux chaudes.

### Bioluminescence
La bioluminescence utilisée peut être soit autogène (produite par l'animal lui-même), comme chez les céphalopodes tels que les vampires des abysses (Vampyroteuthis infernalis), les poulpes Stauroteuthis et les octopodes Bolitaenidae, soit bactériogène (produite par des symbiotes bactériens). La bactérie luminescente est souvent Aliivibrio fischeri, comme par exemple chez la seiche Euprymna scolopes. Plus de 10 % des espèces de requins connues sont bioluminescentes, et certaines espèces comme les sagres (Etmopterus) utilisent cette lumière pour se camoufler ainsi que pour communiquer.

## Prototypes militaires
La contre-illumination a été testée avec succès sur les navires et les avions au cours de la Seconde Guerre mondiale,,, mais elle n'est pas actuellement utilisée comme méthode de camouflage actif à des fins militaires.

### Marine

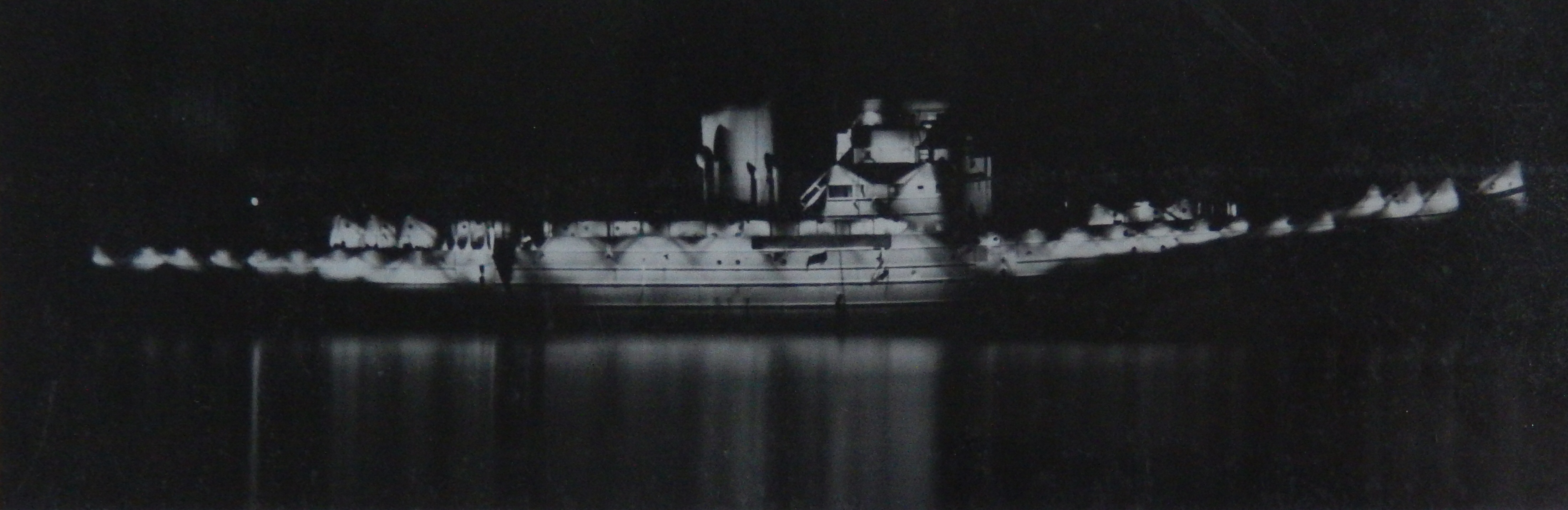
Prototype de camouflage à éclairage diffus sur le HMS Largs en 1942.

À partir de 1941, le conseil national de recherches du Canada puis la Royal Navy britannique testent le camouflage par éclairage diffus, en projetant de la lumière sur les côtés d'un navire pour reproduire la luminosité du ciel nocturne.
En moyenne, ce camouflage a permis de réduire la distance de détection à l'œil nu de 33%, et de 25% avec des jumelles. Les meilleurs résultats ont été obtenus lors de nuits sans lune, avec le navire camouflé détecté seulement à 2 000 m de distance, contre 4 800 m sans camouflage,.

### Aviation

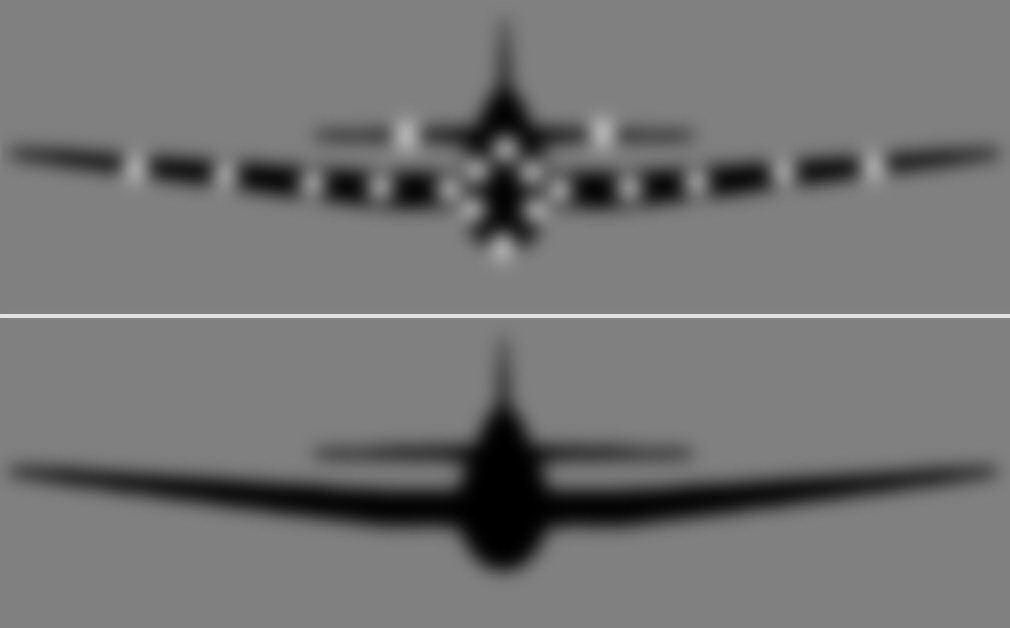
Un dispositif d'éclairage Yehudi sur un Grumman TBM Avenger.

En 1916, l'artiste américaine Mary Taylor Brush (en) installe un système d'éclairage électriques sur un monoplan Morane-Borel pour tester la contre-illumination. Elle dépose un brevet en 1917 affirmant qu'elle est « capable de produire une machine pratiquement invisible en vol », mais le concept n'est pas approfondi pendant la Première Guerre mondiale.
À partir de 1943, le système d'éclairage Yehudi est installé sur des B-24 Liberators et des Grumman TBM Avengers. Des lampes orientées vers l'avant de l'appareil projettent une lumière diffuse pour reproduire la luminosité du ciel.
La décision de n'éclairer que l'avant de l'avion s'explique par le manque de puissance électrique embarquée pour éclairer toutes les surfaces de l'avion, ainsi que par les perturbations aérodynamiques des spots lumineux. Par conséquent, ce système ne fonctionne que si le nez de l'avion est pointé directement vers l'ennemi, ce qui force le pilote à adapter sa trajectoire d'approche en fonction des vents de travers.
L'objectif poursuivi par le projet est de permettre à un avion de s'approcher suffisamment d'un sous-marin ayant fait surface, pour larguer ses grenades sous-marines avant que le sous-marin n'ait le temps de se mettre à l'abri. En pratique, cela signifie que l'avion ne doit pas être détecté plus de 30 secondes avant le bombardement.
Lors des essais de 1945, le système a permis à un Avenger camouflé de n'être détecté qu'à 2,7 km de distance, contre 19 km sans camouflage.
Le concept a été revisité en 1973 sur un F-4 Phantom dans le cadre du projet « Compass Ghost ».